# Dissidence
Un dissident est une personne qui se sépare d'une communauté ou parti politique dont elle était membre. Le dissident ne reconnaît plus la légitimité de l'autorité (notamment politique) à laquelle il devait se soumettre jusqu'alors, et conteste de façon plus ou moins radicale le système politique du pays dont il est résident.

## Origine du terme
Le terme « dissident » est assez ancien. Le mot vient du latin dis-sedere (« se séparer de » et « être assis »), d'où le sens « celui qui est séparé, éloigné ». Le mot, rare au XVIe siècle, devient plus usité au XVIIIe siècle, d'après Le Grand Robert. 
Il désigne celui qui se démarque d'une doctrine ou d'un dogme, avant de s'appliquer au domaine politique ou idéologique. Il a d'abord été introduit comme adjectif dans le domaine médical : on parlait de « parties dissidentes et desjointes », les deux adjectifs étant synonymes, selon Alain Rey.
Le substantif est employé dès le XVIIIe siècle pour désigner celui qui professe une autre religion que la religion officielle, avant de désigner également, à partir du milieu du XXe siècle, les opposants à l'idéologie dominante d'un pays (surtout appliqué à l'Union soviétique et aux démocraties populaires). 
Par la suite, le terme a été employé pour Cuba, l'Iran et la Chine : on parle de dissidence cubaine, de dissidence soviétique, de dissidence iranienne, de dissidence chinoise.

## Définition

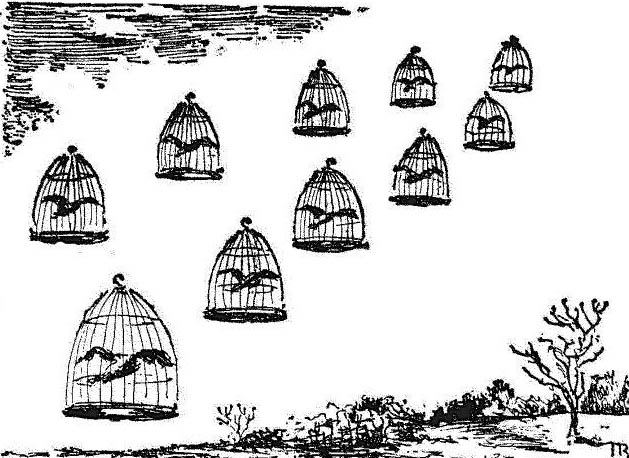
Dessin dissident du caricaturiste russe Vitaliy Peskov sur la vie soviétique (années 1970).

La dissidence caractérise une action ou un état. Elle peut donc être manifeste, se traduire par des actes, mais elle peut être également un mode de vie ou de pensée plus intérieur qu'extérieur.
Les expressions « entrer en dissidence », « vivre en dissidence », renvoient à une philosophie de la vie, à un engagement total d'un individu ou d'un groupe qui assume toutes les conséquences matérielles et spirituelles de ses choix.
La dissidence est bien une attitude qui n'est pas nécessairement dirigée contre quelque chose, mais qui implique un désaccord ou une distance prise avec un pouvoir ou une autorité politique. Elle n'entre pas forcément en conflit direct, elle s'écarte, elle cherche d'autres voies et d'autres espaces de légitimité. Le terme « dissidence » se distingue par là des termes « contestation » et « opposition », qui indiquent une confrontation au sein même du système politique en vigueur.
La dissidence peut également être une critique de l'ordre mis en place dans un régime totalitaire comme en URSS. Selon les circonstances, les dissidents sont soumis à des harcèlements (de toutes sortes), à des interdictions professionnelles, à des isolements de la vie sociétale, condamnés lors de faux procès à des assignations à résidence (Andreï Sakharov), de longs emprisonnements dans les camps de travail (Alexandre Soljenitsyne) ou exécutés.

## Les différents mouvements dissidents
- Mouvement chrétien dissident avant et pendant la Réforme protestante ;
- Mouvement de catholiques en France, qui ne se sont pas ralliés au concordat de 1801 signé entre Napoléon et le pape Pie VII[2] ; c'est aujourd'hui principalement la Petite Église des Deux-Sèvres. Ses membres sont (logiquement) appelés les Dissidents.
- Dissidence soviétique : Alexandre Soljenitsyne. C'est dans les années 1970-1980 qu'au travers la dissidence au communisme soviétique, la notion de droit de l'homme obtient une position incontestée en Occident[3] ;
- Dissidence chinoise : Charte 08 ;
- Dissidence américaine, Black Panther Party ;
- Dissidence cubaine ;
- Dissidence marocaine : le mouvement des républicains marocains depuis 1963 ;
- Dissidence tchécoslovaque : Charte 77, les frères Mašín ;
- Dissidence antillaise et guyanaise : mouvement en Guadeloupe, Guyane, Martinique en opposition au pouvoir de Vichy. Après juin 1940, des résistants quittent les colonies françaises d'Amérique pour rejoindre la Résistance gaullienne à Londres en passant par les colonies anglaises de la Caraïbe et les États-Unis[4].

## Dissidents célèbres
Parmi les dissidents célèbres, on peut nommer Julian Assange, Vladimir Boukovski, Shirin Ebadi,  Vassili Grossman,  Václav Havel,  Wei Jingsheng,  Viktor Kortchnoï,  Sergueï Kovalev, Nelson Mandela, Jerzy Popiełuszko, Andrei Sakharov,  Hans et Sophie Scholl, Edward Snowden, Alexandre Soljenitsyne, Aung San Suu Kyi, Armando Valladares,   Lech Wałęsa, Harry Wu, Liu Xiaobo, Joseph Zen Ze-kiun…